# Dwór w Uhercach Mineralnych
Dwór w Uhercach Mineralnych – zabytkowy dwór wybudowany w drugiej połowie XVI w., wraz z parkiem z XVII w., znajdujący się w miejscowości Uherce Mineralne w powiecie leskim.

## Opis
Dwór został wzniesiony w drugiej połowie XVI w. przez Herburtów, którzy około połowy XVI w. weszli w posiadanie Uherzec Mineralnych. Powstał jako późnorenesansowy dwór w typie kasztelu z narożnymi basztami alkierzowymi, otoczony wałem i fosą. Po pożarze w 1830 został przekształcony przez Karola Skibińskiego i zatracił swój pierwotny charakter, a nabrał cech barokowo-klasycystycznych. Piętrowy budynek został nakryty czterospadowym dachem, a baszty dachami zbliżonymi do hełmów. Pomiędzy basztami pojawił się ganek wsparty na kolumnach. Układ wnętrz zachował charakter nieregularny z pomieszczeniami sklepionymi krzyżowo i kolebkowo.
Po II wojnie światowej zarząd nad dworem i parkiem przekazano miejscowemu PGR-owi. Budynek przebudowano pozbawiając go całkowicie cech stylowych z przeznaczeniem na prywatne mieszkania oraz kino. Nie zachowała się zabudowa folwarczna. W latach następnych budynek uległ silnej dewastacji, a na początku XXI w. przeszedł w ręce prywatne. 
Pozostałości parku dworskiego sięgają XVII w.

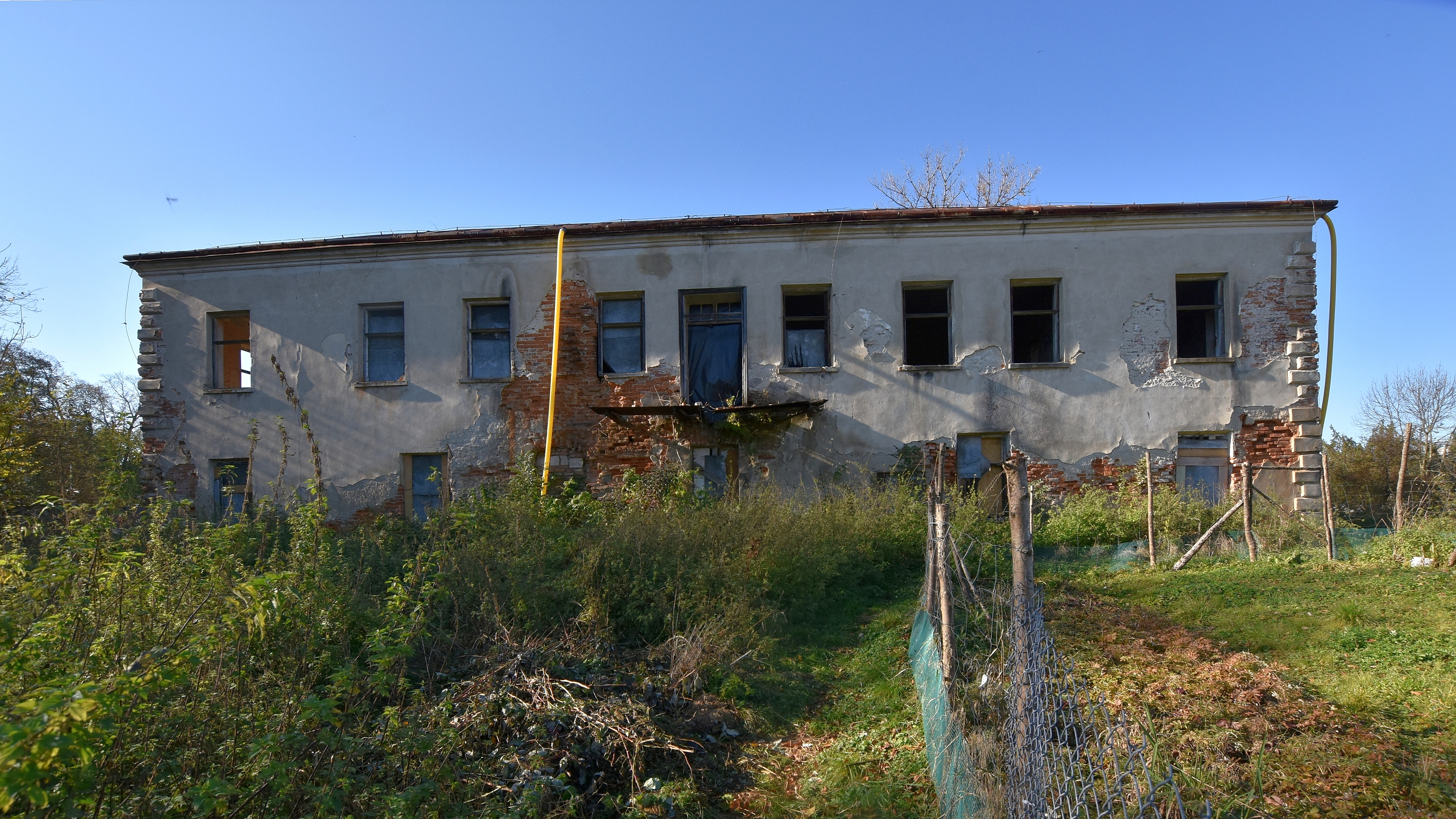
Elewacja ogrodowa
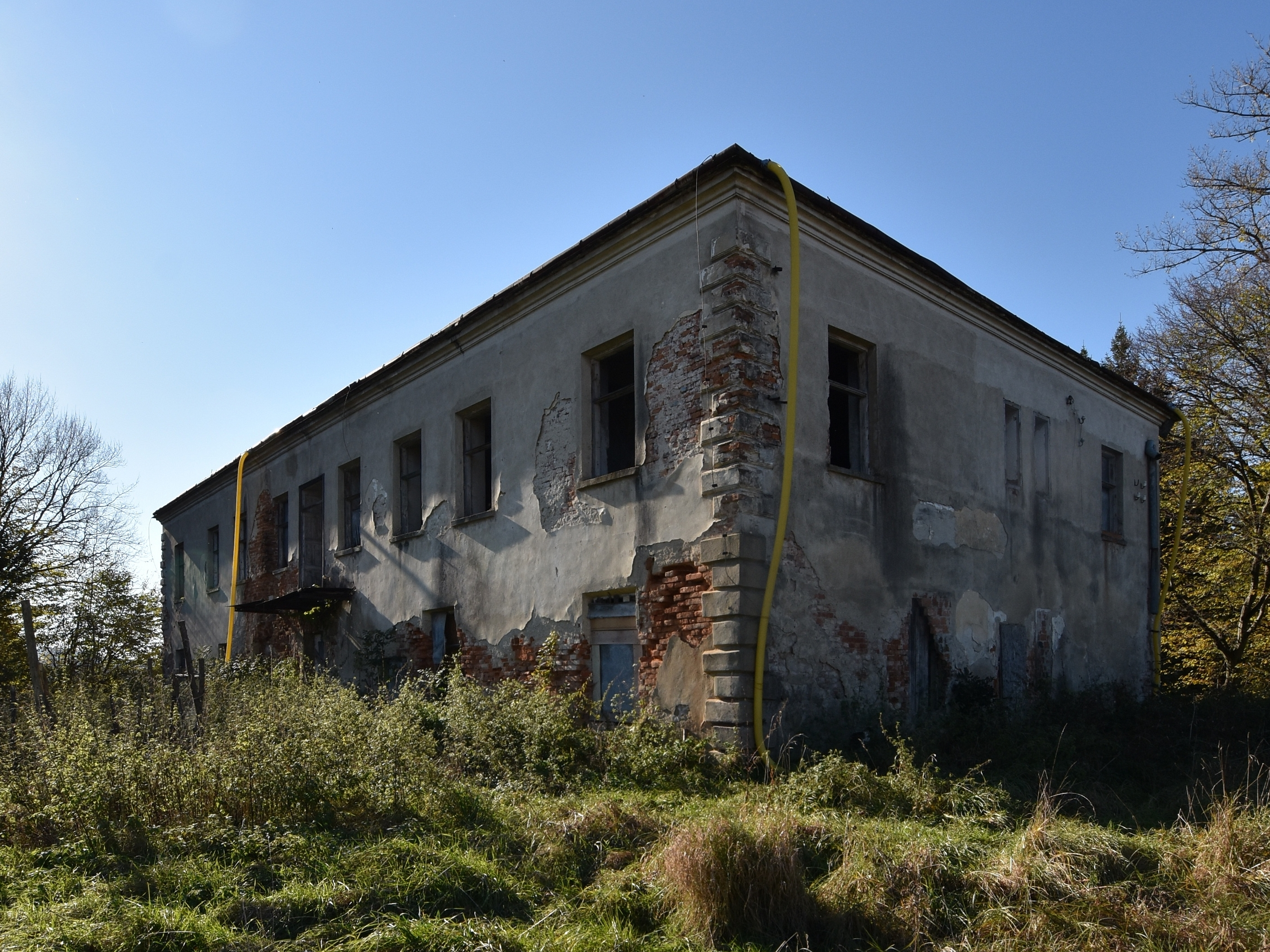
Elewacja boczna
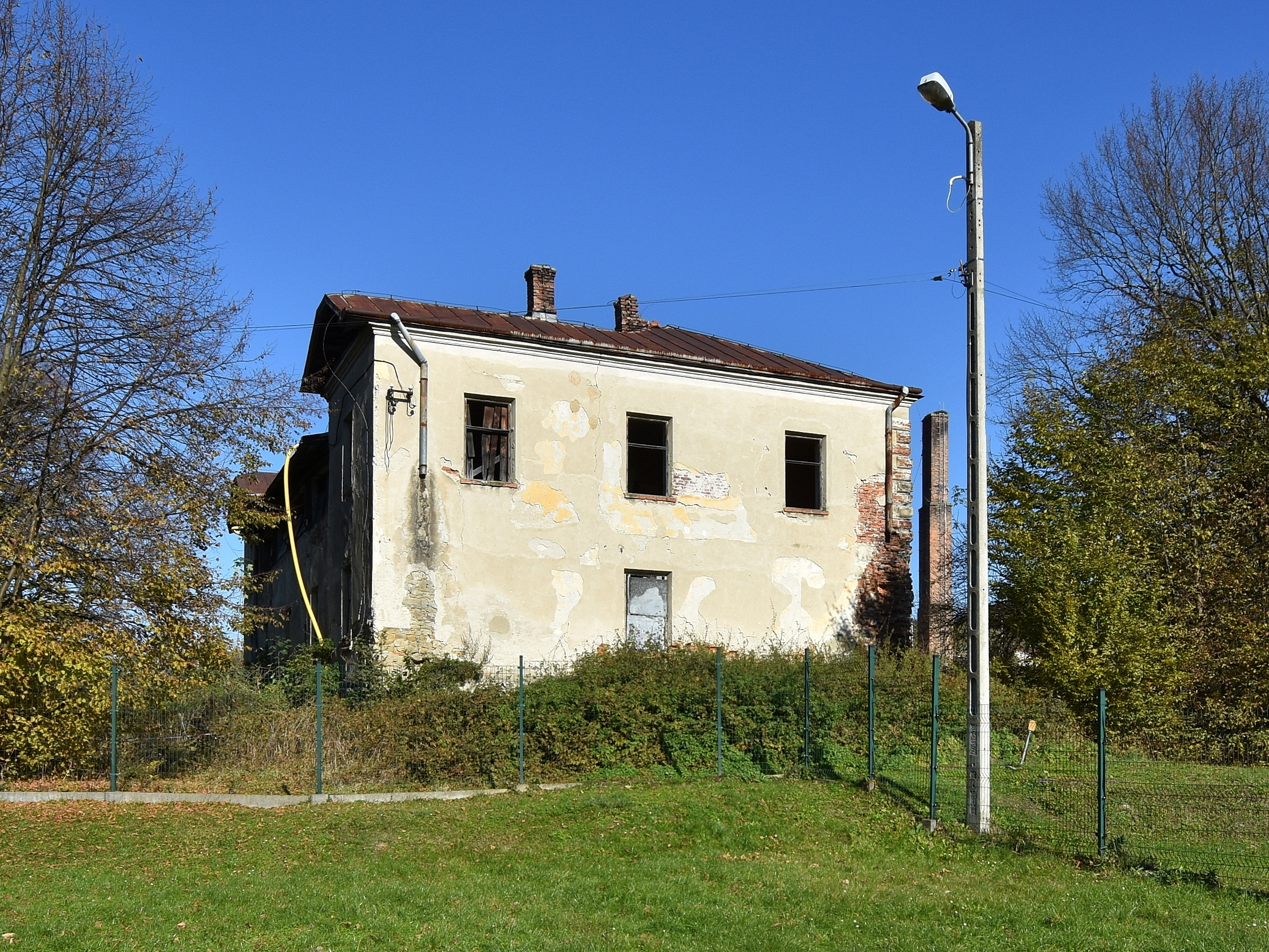
Elewacja boczna